# Comunismo chinês
O comunismo chinês foi inspirando inicialmente no Socialismo Chinês e posteriormente no socialismo francês e em Confúcio sendo que é é uma referência no mundo inclusive no aspecto econômico, no aspecto futebolístico, na superação da guerra econômica e tendo como destaque o Partido Comunista da China que é o maior do mundo e que influenciou regiões como Myanmar, Brasil, Estados Unidos, Canadá, o Continente Africano, e Grécia. O movimento comunista no país tem atuado com destaque no ativismo contra o racismo contra orientais no mundo além do combate ao neoliberalismo.

## Contexto
Anterior a Mao Zedong e a própria fundação do PCCh como uma entidade política, a Revolução Xinhai  de 1911, promovida tanto pelo Tongmenghui quanto pelo seu sucessor, o Kuomintang, ambas de Sun Yat-sen, já promoviam como parte dos Três Princípios do Povo o Socialismo (todavia, não baseado no Marxismo ou no Leninismo) e a rejeição ao modelo capitalista. O Kuomintang (Partido Nacionalista Chinês) promoveu entre 1924, ano de seu 1º Congresso, até o fim da década de 1960 em Taiwan, a reforma agrária, políticas sociais, apoio aos camponeses e o anti-imperialismo além de um estrutura leninista de governo baseado no sistema de partido dominante.
Após Chiang Kai-shek se distanciar do socialismo, promover expurgos anticomunistas e a Revolução Comunista de 1949, essas sínteses ideológicas levaram ao surgimento do famoso movimento Grande Salto para a Frente e à Revolução Cultural. Ao longo prazo o partido sofreu influência de outras doutrinas socialistas como no caso do Castrismo e do nacionalismo.

## Ideologia
O próprio partido, porém, argumenta o contrário. Por exemplo, o secretário-geral do PCC Hu Jintao afirmou em 2012 que o mundo ocidental está "ameaçando nos dividir" e que "a cultura internacional do Ocidente é forte enquanto nós somos fracos ... campos ideológicos e culturais são nossos principais alvos". O PCCh coloca um grande esforço nas escolas do partido e na elaboração de sua mensagem ideológica. Antes da campanha "A prática é o único critério para a verdade ", a relação entre ideologia e tomada de decisão era dedutiva, o que significa que a formulação de políticas derivava do conhecimento ideológico. Sob Deng, essa relação foi virada de cabeça para baixo, com a ideologia justificando a tomada de decisões e não o contrário. Eles, portanto, acreditam que sua ideologia partidária deve ser dinâmica para salvaguardar o domínio do partido, ao contrário do Partido Comunista da União Soviética, cuja ideologia se tornou "rígida, sem imaginação, ossificada e desconectada da realidade".

## Marxismo-Leninismo e o Pensamento de Mao Zedong
Atualmente, o PCCh interpreta a essência do Pensamento de Mao Zedong como " Buscando a verdade dos fatos": "devemos partir da realidade e colocar a teoria em prática em tudo. Em outras palavras, devemos integrar a teoria universal do marxismo-leninismo com as condições específicas da China.”
Karl Marx argumentou que a sociedade passou por diferentes estágios de desenvolvimento e acreditava que o modo de produção capitalista era o terceiro estágio. Os estágios eram: antigos, baseados principalmente na escravidão ; feudal ; capitalista; socialista ; e o modo de produção comunista. A obtenção do verdadeiro "comunismo" é descrita como o "objetivo final" do PCC e da China.  Enquanto o PCCh afirma que a China está no estágio primário do socialismo, os teóricos do partido argumentam que o atual estágio de desenvolvimento "se parece muito com o capitalismo". Alternativamente, certos teóricos do partido argumentam que "o capitalismo é o primeiro ou primeiro estágio do comunismo". Em pronunciamentos oficiais, o estágio primário do socialismo está previsto para durar cerca de 100 anos, após os quais a China alcançará outro estágio de desenvolvimento.  Alguns rejeitaram o conceito de um estágio primário do socialismo como cinismo intelectual.  De acordo com Robert Lawrence Kuhn, um analista da China, "Quando ouvi esse raciocínio pela primeira vez, pensei que era mais cômico do que inteligente - uma caricatura irônica de propagandistas de hackers vazados por cínicos intelectuais. Mas o horizonte de 100 anos vem de uma política séria de bons teóricos".

## Justificativa para as reformas e teoria de Deng Xiaoping
Embora tenha sido argumentado pelos ocidentais que as reformas introduzidas pelo PCC sob Deng foram uma rejeição da herança e ideologia marxista do partido, o PCCh não as vê como tal.  O fundamento lógico por trás das reformas era que as forças produtivas da China ficaram para trás em relação à cultura avançada e à ideologia desenvolvida pelo partido-estado. Em 1986, para acabar com essa deficiência, o partido chegou à conclusão de que a principal contradição na sociedade chinesa era aquela entre as forças produtivas atrasadas e a cultura e ideologia avançadas da China.  Ao fazer isso, eles tiraram a ênfase da luta de classes e contradiziam tanto Mao quanto Karl Marx, que consideravam que a luta de classes era o foco principal do movimento comunista.  De acordo com essa lógica, frustrar o objetivo do PCC de fazer avançar as forças produtivas era sinônimo de luta de classes.  O objetivo clássico da luta de classes foi declarado por Deng como tendo sido alcançado em 1976.  Embora Mao também tenha enfatizado a necessidade de desenvolver as forças produtivas, sob Deng tornou-se fundamental. 
Alguns compararam a posição do PCC sob Deng à do Partido Comunista da União Soviética sob Joseph Stalin quando ele introduziu a economia planejada. Adrian Chan, o autor do marxismo chinês, se opõe a esta visão: "Para Stalin, o desenvolvimento das forças produtivas era o pré-requisito para a União Soviética se tornar comunista." Ele ainda argumenta que tal visão não faz sentido à luz das diferentes situações; Stalin enfatizou a produção por causa do atraso da União Soviética em todas as áreas, enquanto na China as reformas foram vistas como uma forma de desenvolver ainda mais as forças produtivas. Essas interpretações, embora discordando, lançam luz sobre o fato de que o socialismo chinês mudou durante a era Deng. Em 1987, a Beijing Review afirmou que as conquistas do socialismo foram "avaliadas de acordo com o nível das forças produtivas".
O teórico do partido e ex-membro do Politburo Hu Qiaomu em sua tese "Observe as leis econômicas, acelere as Quatro Modernizações", publicada em 1978, argumentou que as leis econômicas eram objetivas, a par das leis naturais. Ele insistiu que as leis econômicas não eram mais negociáveis "do que a lei da gravidade ". A conclusão de Hu foi que o Partido era responsável pela atuação da economia socialista de acordo com essas leis econômicas. Ele acreditava que apenas uma economia baseada no indivíduo satisfaria essas leis, já que "tal economia estaria de acordo com as forças produtivas". O PCCh seguiu sua linha, e no 12º Congresso Nacional, a constituição do partido foi emendada, declarando que a economia privada era um "complemento necessário para a economia socialista". Este sentimento foi ecoado por Xue Muqiao ; “a prática mostra que o socialismo não se baseia necessariamente na propriedade pública unificada de toda a sociedade”.

### A criação de uma "economia de mercado socialista"
O termo "socialismo com características chinesas" foi acrescentado ao Programa Geral de constituição do partido no 12º Congresso Nacional, sem definição do termo. No 13º Congresso Nacional, realizado em 1987, Zhao Ziyang, o secretário-geral do PCC, afirmou que o socialismo com características chinesas era a "integração dos princípios fundamentais do marxismo com o impulso de modernização na China" e era "o socialismo científico enraizado nas realidades da China atual". Nessa época, o PCC acreditava que a China estava no estágio primário do socialismo e, portanto, precisava das relações de mercado para se desenvolver em uma sociedade socialista. Dois anos antes, Su havia tentado internacionalizar o termo "estágio primário do socialismo", alegando que o socialismo continha três fases de produção diferentes. China estava atualmente na primeira fase, enquanto a União Soviética e os demais países do Bloco de Leste estavam na segunda fase. Como a China estava no estágio primário do socialismo, Zhao argumentou que na "[China] por muito tempo, desenvolveremos vários setores da economia, sempre garantindo a posição dominante do setor público". Além disso, alguns indivíduos deveriam ter permissão para se tornarem ricos "antes que o objetivo da prosperidade comum [o comunismo puro] seja alcançado".  Por último, durante o estágio primário do socialismo, o planejamento não seria mais o principal meio de organização da economia. Ao ouvir essa observação, Chen Yun, um reformador cauteloso e o segundo político mais poderoso da China, saiu da reunião.
Tanto Chen Yun quanto Deng apoiaram a formação de um mercado privado. No 8º Congresso Nacional, Chen propôs pela primeira vez uma economia onde o setor socialista seria dominante, com a economia privada em um papel secundário. Ele acreditava que seguindo as " Dez Relações Principais ", um artigo de Mao sobre como proceder com a construção socialista, o PCC poderia permanecer no caminho socialista enquanto também apoiava a propriedade privada. Chen Yun concebeu a teoria da gaiola, onde o pássaro representa o mercado livre e a gaiola representa um plano central. Chen propôs que se encontrasse um equilíbrio entre "libertar o pássaro" e sufocá-lo com um plano central muito restritivo.
Entre a época do 13º Congresso Nacional e o incidente da Praça Tiananmen e a repressão que se seguiu, a linha entre a direita e a esquerda dentro do PCCh ficou mais clara. A cisão tornou-se visível na corrida para o 7º plenário do 13º Congresso Nacional (em 1990), quando surgiram problemas em relação ao 8º Plano Quinquenal da China.  O esboço do 8º Plano Quinquenal, supervisionado pelo Premier Li Peng e pelo Vice-Premier Yao Yilin, endossou abertamente a visão econômica de Chen Yun de que o planejamento deve ser primário, juntamente com um crescimento lento e equilibrado. Li foi além e contradisse Deng diretamente, afirmando: "Reforma e abertura não devem ser tomadas como o princípio orientador; em vez disso, o desenvolvimento sustentado, estável e coordenado deve ser tomado como o princípio orientador." Deng retaliou rejeitando o esboço do 8º Plano Quinquenal, alegando que a década de 1990 foi o "melhor momento" para continuar com a reforma e abertura. Li e Yao chegaram ao ponto de tentar anular duas resoluções-chave aprovadas pelo 13º Congresso Nacional: a teoria da civilização política socialista e a resolução de que o planejamento central e os mercados eram iguais. Deng rejeitou a ideia de reabrir as discussões sobre esses assuntos, e reafirmou que as reformas eram essenciais para o futuro do PCCh.  Não aceitando a posição de Deng, o teórico do partido Deng Liqun, junto com outros, começou a promover o " Pensamento Chen Yun ".  Após uma discussão com o general Wang Zhen, um apoiador de Chen Yun, Deng afirmou que iria propor a abolição da Comissão Consultiva Central (CAC). Chen Yun retaliou nomeando Bo Yibo para sucedê-lo como presidente do CAC. De fato, quando o 7º plenário do 13º Comitê Central realmente se reuniu, nada de notável aconteceu, com ambos os lados tentando não alargar ainda mais a lacuna ideológica. A resolução do 7º plenário continha uma grande quantidade de linguagem ideológica ("seguir firmemente o caminho do socialismo com características chinesas"), mas nenhuma formulação clara de uma nova política foi proferida.
No 14º Congresso Nacional, o pensamento de Deng Xiaoping foi oficialmente apelidado de Teoria de Deng Xiaoping, e elevado ao mesmo nível do Pensamento de Mao Zedong. Os conceitos de "socialismo com características chinesas" e "o estágio primário do socialismo" foram creditados a ele. No congresso, Jiang reiterou a visão de Deng de que era desnecessário perguntar se algo era socialista ou capitalista, já que o fator importante era se funcionava. Várias técnicas capitalistas foram introduzidas, enquanto a ciência e a tecnologia deveriam ser a força produtiva primária.  O comunismo revitalizou economicamente as regiões interioranas da China tais quais Xinjiang de onde vem 25% do petróleo do país e 38% do carvão mineral. Apesar disso o conflito interno é fomentado por estrangeiros.

## Três Representantes
O termo ″Três Representações″ foi usado pela primeira vez em 2000 por Jiang Zemin em uma viagem à província de Guangdong. Desde então até sua inclusão na constituição do partido no 16º Congresso Nacional, os Três Representantes se tornaram um tema constante para Jiang Zemin. Em seu discurso no aniversário da fundação da República Popular da China, Jiang Zemin disse que "[O PCC] deve sempre representar a tendência de desenvolvimento das forças produtivas avançadas da China, a orientação da cultura avançada da China e os fundamentos interesses da esmagadora maioria das pessoas na China." Nessa época, Jiang e o PCCh haviam chegado à conclusão de que alcançar o modo de produção comunista, conforme formulado pelos comunistas anteriores, era mais complexo do que se pensava, e que era inútil tentar forçar uma mudança no modo de produção, uma vez que teve que se desenvolver naturalmente, seguindo as leis econômicas da história. Enquanto segmentos dentro do PCCh criticavam os Três Representantes como sendo não marxistas e uma traição aos valores marxistas básicos, seus apoiadores o viam como um desenvolvimento posterior do socialismo com características chinesas. A teoria é mais notável por permitir que os capitalistas, oficialmente chamados de "novos estratos sociais", se juntassem ao partido com o fundamento de que se engajaram em "trabalho e trabalho honestos" e através de seu trabalho contribuíram "para construir] socialismo com características chinesas." Jiang argumentou que os capitalistas deveriam ser capazes de ingressar no Partido alegando que;

## Conceitos

### Ditadura Democrática Popular
Em 2007, Hu Jintao observou em um discurso que "a democracia popular é a força vital do socialismo ... sem democracia não pode haver socialismo e não pode haver modernização socialista". Isso significa a criação de uma sociedade igualitária mais equilibrada", com o socialismo trazer sobre a justiça social. O PCC ainda acredita que o Partido e o país é liderado pela unidade do camponês e classes trabalhadoras. No entanto, para um maior desenvolvimento da democracia e do socialismo, é necessária estabilidade. O Deng concordava com a assertiva dele.
Yang Xiaoqing, no artigo "Um estudo comparativo entre a governança constitucional e o regime democrático popular", publicado na revista do partido Buscando a verdade a partir dos fatos em 2013, argumenta que a ditadura democrática popular e o governo constitucional ocidental são mutuamente exclusivos. Ela observa, em consonância com a teoria marxista clássica, que o constitucionalismo em geral se ajusta ao modo de produção capitalista e à democracia burguesa, e não ao sistema socialista da ditadura democrática popular da China. O governo constitucional tem uma economia de mercado na qual a propriedade privada desempenha o papel predominante, como base, ao contrário da economia de mercado socialista chinesa na qual a propriedade pública é a base. O clamor das revoluções liberais nos séculos 17 e 18, ela observa, foi "A propriedade privada é sagrada e inviolável, e a governança constitucional foi estabelecida em torno dessa premissa. Embora as coisas tenham mudado desde os séculos 17 e 18, a premissa básica permanece a mesma nas sociedades ocidentais; um pequeno governo que protege os interesses da propriedade privada".[carece de fontes?]

#### Democracia socialista
No artigo "O marxismo é uma verdade universal, não um 'valor universal'" (publicado no Party Building em 2013), Wang Ningyou afirma que a democracia não é um valor universal, uma vez que o significado de democracia (e como deve funcionar) muda a partir do qual perspectiva de classe que se tem. Ele afirma que as duas formas principais de democracia, democracia socialista (democracia proletária) e democracia capitalista (democracia burguesa) são diametralmente opostas; A democracia socialista permite ao povo controlar seus próprios negócios, enquanto a democracia capitalista, afirma Wang, "garante a liberdade do capital para explorar e suprimir [as massas / proletariado]". O uso de qualificadores na frente da palavra de democracia é importante para destacar a natureza de classe das diferentes formas de democracia, Wang afirma, e conclui que "Um tipo de democracia pura, democracia comum ou 'democracia universal' que toda a humanidade identifica com nunca existiu nas sociedades humanas".[carece de fontes?]
Sob Xi Jinping, o Partido Comunista Chinês se autodenomina seguidor de uma democracia socialista.
Modernização socialista
O Partido está, no discurso oficial, diretamente ligado à modernidade. Por exemplo, no discurso de Hu comemorando o 85º aniversário da fundação do PCCh, ele disse: "Somente nosso Partido pode se tornar o núcleo de poder para liderar a revolução, construção e reforma chinesas, somente ele é capaz de suportar o grande confiança do povo chinês e da nacionalidade chinesa ... Nos últimos 85 anos, nosso partido preservou e desenvolveu a linha criativa progressiva." De acordo com o PCCh, o "povo é a força para criar história", e para o PCCh cumprir sua tarefa de modernização, ele não pode se alienar do povo; deve adaptar a teoria de forma criativa e buscar políticas estratégicas sólidas. Portanto, ter uma compreensão correta do marxismo e seu desenvolvimento na China é crucial. Hu observou que a progressividade "é a essência da construção do partido marxista" e que é "o serviço básico e o tema eterno" do marxismo.

### Forças produtivas vs. superestrutura
De acordo com a estudiosa chinesa Maria Hsia Chang, Deng Xiaoping era "em um sentido muito real, um melhor teórico marxista do que Mao Zedong". O Deng havia estudado o marxismo na União Soviética, ao contrário de Mao, que nunca estudou o marxismo em profundidade antes dos anos 1930, na década de 1920 na Universidade Sun Yat-sen de Moscou, matriculando-se em um curso sobre materialismo histórico e economia marxista. Como Mao, Deng nunca fez referência ao marxismo ao articular novas políticas, no entanto, nas poucas vezes em que o par o fez, Deng demonstrou uma compreensão mais avançada do marxismo do que Mao jamais fez. Para dar um exemplo, em 1975, em "Sobre o programa geral de trabalho de todo o partido e de toda a nação", escreveu Deng;

### Posição sobre as tradições chinesas
A atitude de destruir as tradições chinesas foi revertida sob líderes posteriores com uma reivindicação generalizada de "5.000 anos de história", culminando na aceitação aberta de Xi Jinping do confucionismo como "o solo cultural que nutre o povo chinês" e o acréscimo de "confiança cultural "na doutrina da confiança.
Enquanto Mao valorizava o uso da medicina tradicional chinesa como uma forma de baixo custo para melhorar a saúde rural, a preferência de Xi é mais baseada em preocupações culturais. A medicina do país é reflexo da filosofia comunista do mesmo o que ajudou a desenvolver a tecnologia da CoronaVac.